# SN 2005gl
Az SN 2005gl IIn típusú szupernóva, mely az NGC 266 küllős spirálgalaxisban lángolt fel. 2005. október 5-én fedezték fel a georgiai Puckett Obszervatórium 60 centiméter átmérőjű automata távcsövének CCD-felvételén. A csillag progenitorát sikerült azonosítani a Hubble űrtávcső korábbi felvételén, ez alapján egy -10,3 magnitúdó abszolút fényességű, 13 000 K felszíni hőmérsékletű fényes kék változócsillag robbant fel. A körülbelül 100 naptömegű csillag fejlődési állapota alapján még valószínűleg nem volt elég idős a szupernóvához, emiatt felmerült, hogy a szupernóvákkal kapcsolatos elméleteket pontosítani kell. Az sem elképzelhetetlen viszont, hogy a Hubble képén látható fényes csillag valójában egy kompakt csillaghalmaz, melyet az űrtávcső nem tudott feloldani.